# 不断革命 (国际组织)
不断革命（英語：Permanent Revolution）是一个已不存在的托洛茨基主义国际组织。2006年7月，该组织成立于伦敦，由一些被争取第五国际联盟开除的人组成，包括24个英国人、4个澳大利亚人、数个爱尔兰人和1个瑞典人。在该组织的成立会议上，该组织宣称已拥有33名成员。该组织得名于列夫·托洛茨基的不断革命论。2013年3月28日，该组织解散。